# Navadna kanela
Navadna kanela (tudi navadni trstikovec ali navadna trstenika) (znanstveno ime Arundo donax) je visoka trajnica, ki uspeva v slanih vodah solin ali ob morski obali. 
V Sloveniji ni samonikla. Verjetno je podivjala iz nekdanje gojitve. Njena prava domovina je Azija, od koder so jo prinesli zaradi večstranske uporabnosti njenih olesenelih stebel (strehe za senčnice, koli za ograje, privezovanje paradižnikov in drugih kultur). Njena ozkolistna sorodnica je plinijeva kanela (Arundo plinii), ki pa je v Sredozemlju samonikla.